# Kruisigingstriptiek
De Kruisigingstriptiek is een altaarstuk in olieverf van Rogier van der Weyden uit circa 1445-1450. Mogelijk was het oorspronkelijk één groot paneel met geschilderde kaders, dat later in drie delen is gezaagd.

## Datering en toeschrijving
Vanwege de overeenkomsten met de Kruisafneming en de Miraflorestriptiek werd het werk vroeger rond 1440 gedateerd, maar dendrochronologisch onderzoek heeft uitgewezen dat het niet voor circa 1445 geschilderd kan zijn.
Terwijl enkele verwante, waarschijnlijk iets vroegere werken worden toegeschreven aan ateliermedewerkers, wijzen de harmonieuze compositie en de originele oplossingen erop dat dit werk door Rogier van der Weyden zelf is uitgedacht. Het schilderwerk is kwalitatief hoog, maar wijkt af van andere hoofdwerken, zowel uit Rogiers begintijd, zoals de Kruisafneming en Miraflorestriptiek, als zijn late werk, zoals het Columba-altaarstuk. De Kruisigingstriptiek is minder plastisch en eerder lineair en tekenachtig met een vereenvoudiging van het clair-obscur en het landschap. Volgens de Duitse kunsthistoricus Stephan Kemperdick wijst dit erop dat het schilderwerk is uitgevoerd door een getalenteerde assistent, onder supervisie van Rogier van der Weyden en op basis van diens ontwerp. De uitvoering van de figuren komt overeen met de Lezende Maria Magdalena, die sprekend lijkt op de Veronica van de triptiek. Andere kunsthistorici, zoals Lorne Campbell, beschouwen zowel de Kruisigingstriptiek als de Lezende Maria Magdalena wel als volledig eigenhandige werken van Rogier van der Weyden. In dat geval was het een bewuste keuze van Rogier van der Weyden om tijdelijk in een meer sobere, bijna ascetische stijl te werken. Dit was ook de traditionele opvatting in de 20e eeuw.

## Beschrijving
Het schilderij stelt de kruisiging van Jezus voor in aanwezigheid van Maria, de apostel Johannes en een anoniem 15e-eeuws echtpaar, de opdrachtgevers van het werk. Op de zijpanelen zijn twee heiligen afgebeeld: links Maria Magdalena en rechts de heilige Veronica.
Het schilderij is een synthese van motieven die voor het eerst zijn gebruikt in werken van Rogier van der Weyden en zijn atelier. Het werk illustreert de vaak geciteerde opmerking van Max Friedländer dat Jan van Eyck in de eerste plaats een "ontdekker" was en Rogier van der Weyden een "uitvinder". Terwijl de uitvoering van het altaarstuk vlakker en tekenachtiger is met minder aandacht voor de optische effecten waarmee Jan van Eyck de wereld in al haar facetten beschreef, bevat deze kruisiging allerlei nieuwe elementen die door latere kunstenaars werden nagevolgd. Tot deze originele vondsten behoren het doorlopende landschap, het contrast tussen een dramatisch, verhalend middendeel en statische heiligen op de zijpanelen, de aanwezigheid van de stichters op het middenpaneel en ten slotte de wapperende slippen van Jezus' lendendoek, een motief dat ook voorkomt op de Abegg-triptiek die rond dezelfde tijd in het atelier van Rogier van der Weyden werd uitgevoerd. Bijzonder is ook dat de heilige Veronica hier niet is uitgebeeld als een oudere vrouw – zoals op de Flémalle-panelen – maar als een jonge vrouw. Ze lijkt sprekend op de Lezende Maria Magdalena, terwijl de Maria Magdalena op de Kruisigingstriptiek ouder lijkt doordat ze zich vereenzelvigt met de diepbedroefde moeder van Jezus.
Maria die als Mater dolorosa knielend het kruis vastgrijpt, kwam soms wel voor in mystieke teksten, maar in de beeldende kunst was dit motief uitzonderlijk. Het was gebruikelijker om Maria Magdalena in deze positie af te beelden. Afgezien van letterlijke kopieën van dit werk, is de enige oudere parallel een kruisiging in Berlijn, die waarschijnlijk rond 1435-1440 door een creatieve ateliermedewerker is gemaakt.

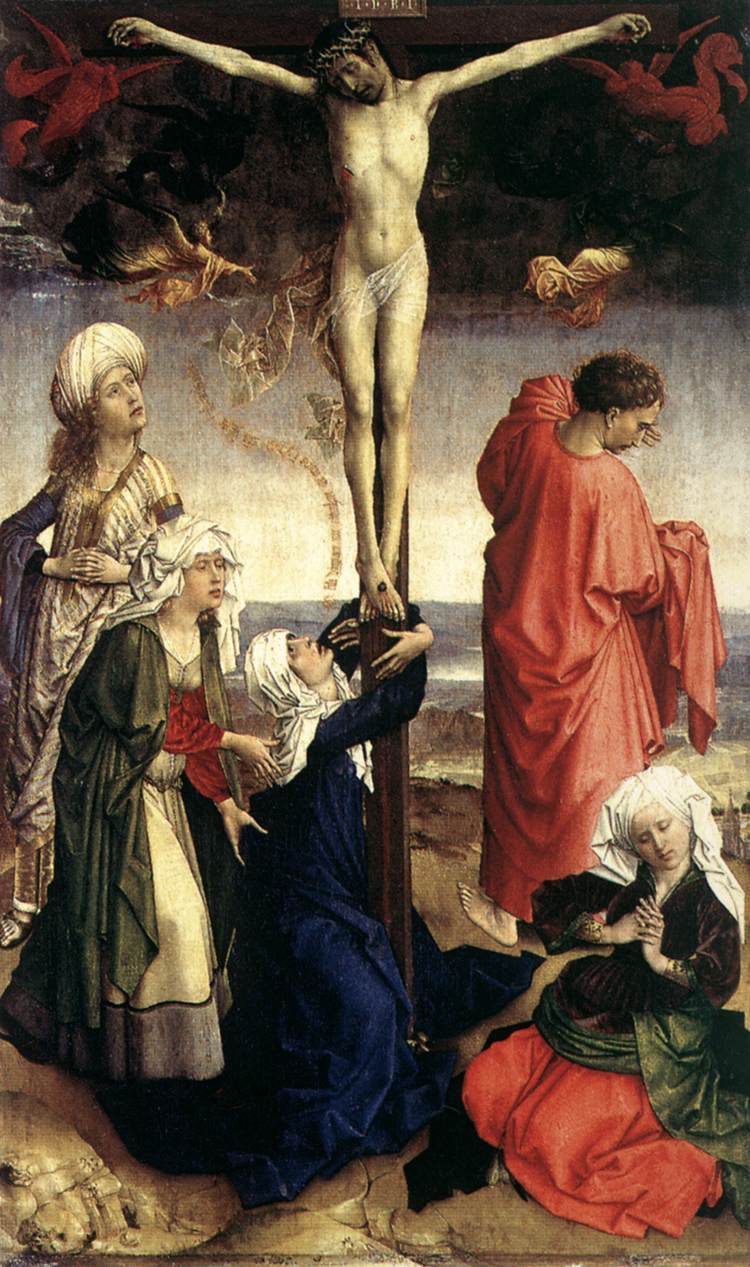
Omgeving Rogier van der Weyden, Kruisiging, ca. 1435-1440, Gemäldegalerie, Berlijn
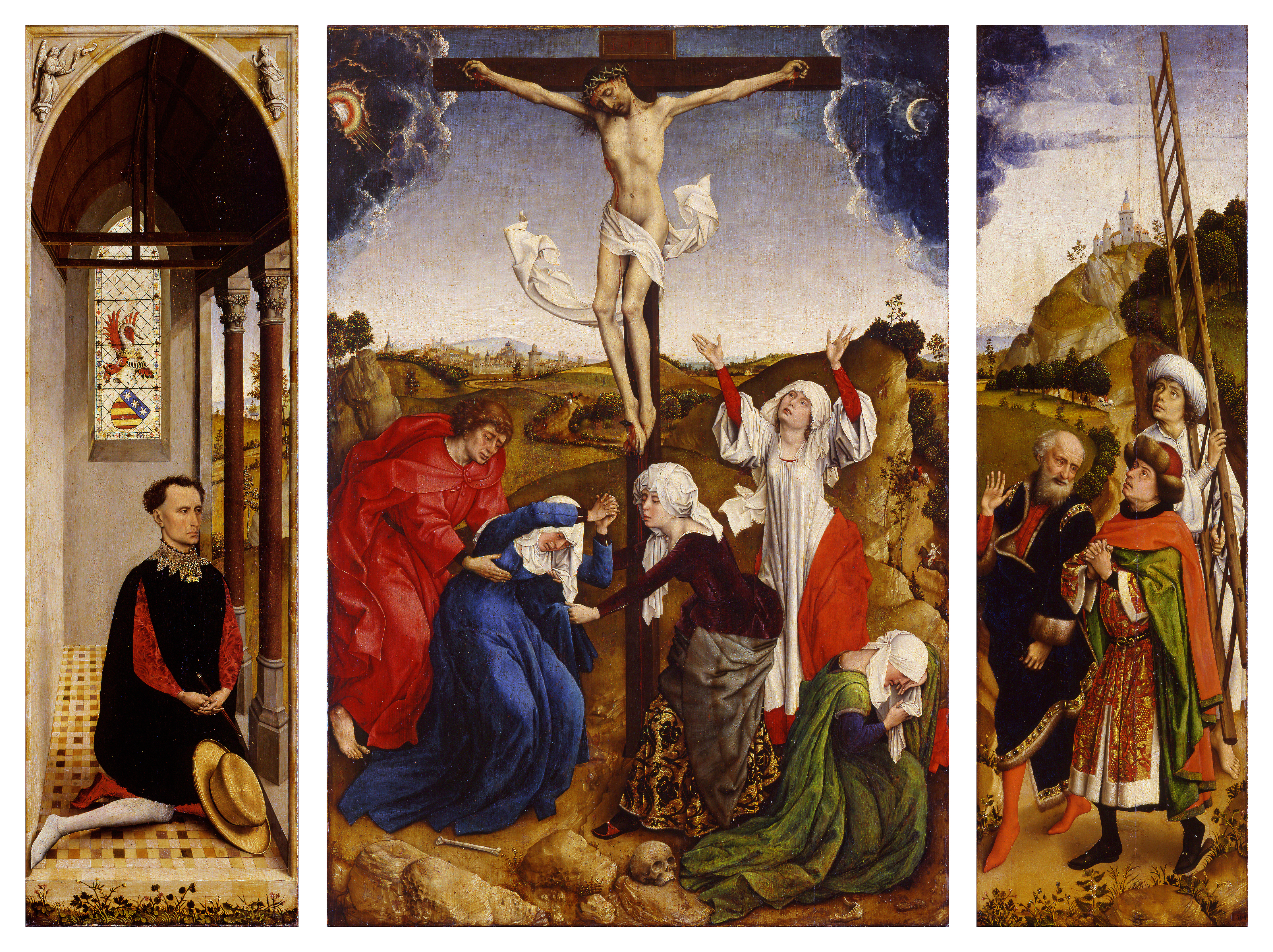
Atelier Rogier van der Weyden, Abegg-triptiek, ca. 1440-1445, Abegg-Stiftung, Riggisberg

## Navolging

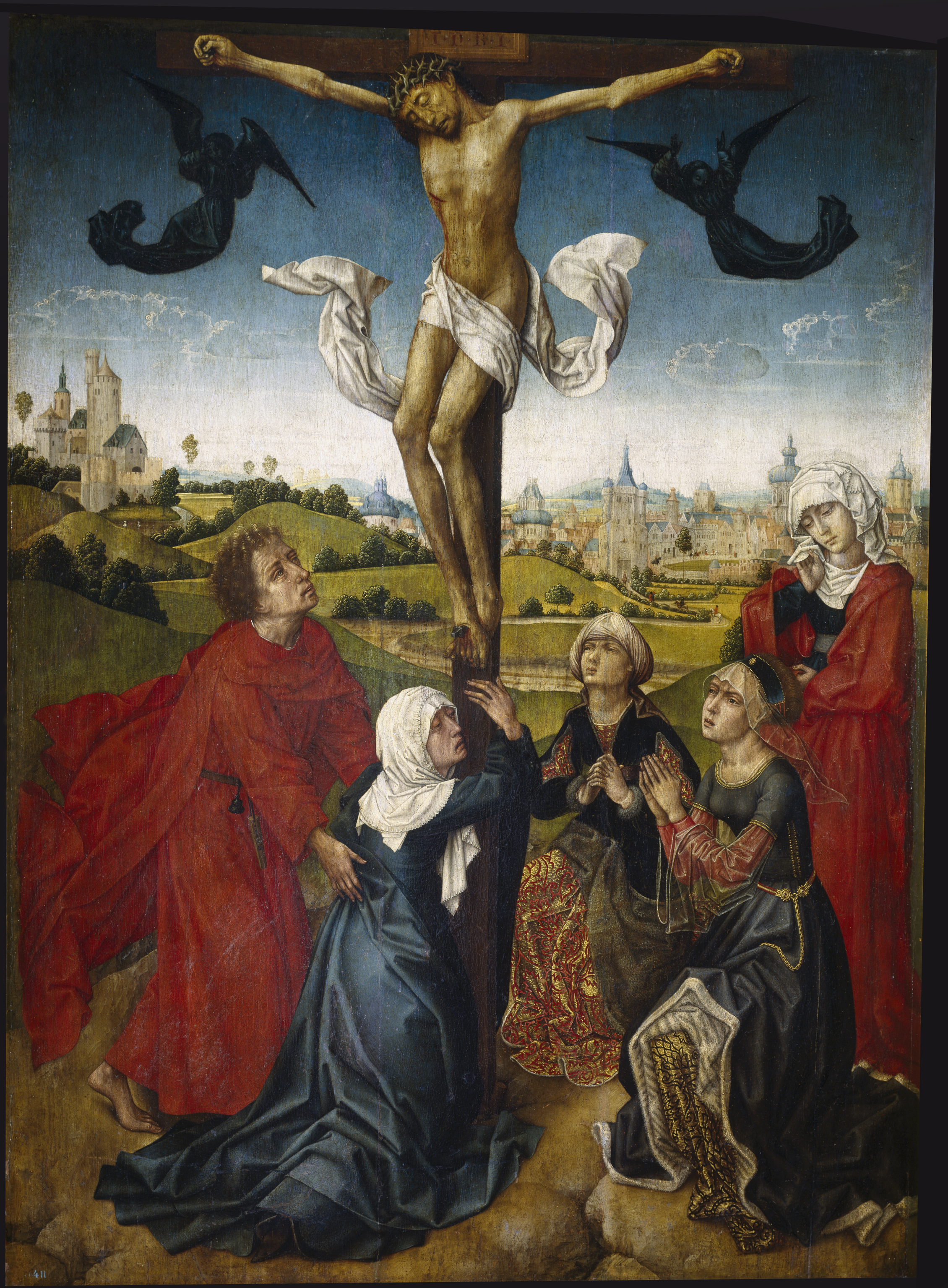
Meester van de Catharinalegende, Kruisiging, eind 15e eeuw, Prado, Madrid

Het Prado in Madrid bezit een schilderij van de Meester van de Catharinalegende dat het middendeel op onderdelen zo nauwkeurig volgt – ook qua afmetingen – dat waarschijnlijk gebruik is gemaakt van tekeningen die zijn overgetrokken van het origineel. De schenkers zijn echter vervangen door de drie treurende Maria's bij het kruis, waarvoor de schilder de figuren van de vrouwelijke schenker en de Veronica op het rechterpaneel van het origineel als voorbeeld heeft gebruikt. Het linkerdeel van het landschap is gekopieerd van het linkerpaneel van het Weense triptiek. De houding van de derde vrouw gaat terug op een werk van Rogier van der Weyden dat verloren is gegaan.